# Schwimmeuropameisterschaften 1926
| Medaillenspiegel (Endstand) | Medaillenspiegel (Endstand) | Medaillenspiegel (Endstand) | Medaillenspiegel (Endstand) | Medaillenspiegel (Endstand) | Medaillenspiegel (Endstand) |
| Platz                       | Land                        | G                           | S                           | B                           | Gesamt                      |
| --------------------------- | --------------------------- | --------------------------- | --------------------------- | --------------------------- | --------------------------- |
| 1                           | Deutsches Reich             | 5                           | 3                           | 4                           | 12                          |
| 2                           | Schweden                    | 2                           | 3                           | 3                           | 8                           |
| 3                           | Ungarn                      | 2                           | 2                           | –                           | 4                           |
| 4                           | Belgien                     | –                           | 1                           | –                           | 1                           |
| 5                           | Tschechoslowakei            | –                           | –                           | 1                           | 1                           |
|                             | Vereinigtes Königreich      | –                           | –                           | 1                           | 1                           |

Die 1. Schwimmeuropameisterschaften fanden vom 18. bis 22. August 1926 in Budapest statt und wurden von der Ligue Européenne de Natation (LEN) veranstaltet.

## Schwimmen Männer

### Freistil

#### 100 m Freistil
| Platz | Land     | Athlet        | Zeit   |
| ----- | -------- | ------------- | ------ |
| 1     | Ungarn   | István Bárány | 1:01.0 |
| 2     | Schweden | Arne Borg     | 1:01.1 |
| 3     | Schweden | Georg Werner  | 1:03.6 |

#### 400 m Freistil
| Platz | Land            | Athlet           | Zeit   |
| ----- | --------------- | ---------------- | ------ |
| 1     | Schweden        | Arne Borg        | 5:14.2 |
| 2     | Deutsches Reich | Herbert Heinrich | 5:21.4 |
| 3     | Deutsches Reich | Friedel Berges   | 5:25.6 |

#### 1500 m Freistil
| Platz | Land            | Athlet             | Zeit    |
| ----- | --------------- | ------------------ | ------- |
| 1     | Schweden        | Arne Borg          | 21:29.2 |
| 2     | Deutsches Reich | Friedel Berges     | 22:08.2 |
| 3     | Deutsches Reich | Joachim Rademacher | 22:19.8 |

### Rücken

#### 100 m Rücken
| Platz | Land            | Athlet         | Zeit   |
| ----- | --------------- | -------------- | ------ |
| 1     | Deutsches Reich | Gustav Frölich | 1:16.0 |
| 2     | Ungarn          | Károly Bartha  | 1:16.0 |
| 3     | Schweden        | Eskil Lundahl  | 1:16.1 |

### Brust

#### 200 m Brust
| Platz | Land            | Athlet           | Zeit   |
| ----- | --------------- | ---------------- | ------ |
| 1     | Deutsches Reich | Erich Rademacher | 2:52.6 |
| 2     | Belgien         | Louis Van Parys  | 2:54.8 |
| 3     | Deutsches Reich | Wilhelm Prasse   | 3:00.1 |

### Staffel

#### Staffel 4 × 200 m Freistil
Finale am 14. August
| Platz | Land            | Athleten                                                                   | Zeit    |
| ----- | --------------- | -------------------------------------------------------------------------- | ------- |
| 1     | Deutsches Reich | - August Heitmann - Joachim Rademacher - Friedel Berges - Herbert Heinrich | 9:57.2  |
| 2     | Ungarn          | - Zoltán Bitskey - András Wanié - Géza Szigritz - István Bárány            | 10:03.4 |
| 3     | Schweden        | - Åke Borg - Arne Borg - Eskil Lundahl - Georg Werner                      | 10:06.8 |

## Wasserball Männer
| Platz | Land            |
| ----- | --------------- |
| 1     | Ungarn          |
| 2     | Schweden        |
| 3     | Deutsches Reich |

## Wasserspringen Männer

### 3 Meter
| Platz | Land             | Athlet        | Punkte |
| ----- | ---------------- | ------------- | ------ |
| 1     | Deutsches Reich  | Arthur Mund   |        |
| 2     | Deutsches Reich  | Josef Lechnir |        |
| 3     | Tschechoslowakei | Július Balasz |        |

### Plattform
| Platz | Land                   | Athlet        | Punkte |
| ----- | ---------------------- | ------------- | ------ |
| 1     | Deutsches Reich        | Hans Luber    |        |
| 2     | Schweden               | Helge Öberg   |        |
| 3     | Vereinigtes Königreich | Albert Knight |        |